# Tainia laxiflora
Tainia laxiflora là một loài thực vật có hoa trong họ Lan. Loài này được Makino miêu tả khoa học đầu tiên năm 1909.